# ドナルド・スターリング
ドナルド・サミュエル・トコウィッツ（英語: Donald Samuel Tokowitz、1934年4月26日 - ）は、アメリカ合衆国のビジネス界の有力者であり、NBAのプロバスケットボール・フランチャイズのロサンゼルス・クリッパーズの元オーナーである。「ドナルド・サミュエル・トコウィッツ」は出生名であり、一般的には改名後の名前であるドナルド・スターリング (Donald Sterling) としてよく知られている。
スターリングは1981年にクリッパーズを1250万ドルで取得したが、2021年現在の価値はフォーブスの推定によると27億5000万ドル（30チーム中6位）に達している。1981年以来、スターリングはクリッパーズを33シーズン所有しており、2013年にロサンゼルス・レイカーズのオーナーのジェリー・バスが亡くなってからは、終身在職権を持つオーナーの最長老であった。
2014年4月29日に人種差別発言の録音が公開され、NBAから終身追放と250万ドルの罰金処分を受けたため、同年8月にスティーブ・バルマーにチームを売却しNBAから退いた。

## 若年期と教育
ドナルド・トコウィッツは1934年にイリノイ州のシカゴで生まれた。両親のスーザーンとミッキーはユダヤ人の移民だった。ドナルドが2歳の時、家族はロサンゼルスのボイル・ハイツに引越した。ドナルドはロサンゼルスのセオドア・ルーズベルト高校に進学し、体操チームに所属して級長を務めた。1952年に高校を卒業した後はカリフォルニア州立大学ロサンゼルス校（1956年卒業）やロサンゼルスのサウスウェスタン大学ロースクール（1960年卒業）に進学し、在学中にロシェルと結婚した。スターリングに改名したのもこの頃であり、1959年に友人が発音しにくいという理由で裁判所に申し立てを行った。

## 弁護士業と不動産業
当時ユダヤ人が有名法律事務所に就職する機会はほとんど無かったため、スターリングは1961年から離婚と人身被害専門の個人弁護士事務所を開いた。またビバリーヒルズに26戸の賃貸マンションを購入して不動産業にも参入し、2009年現在ロサンゼルス郡の119棟のビルに5000戸以上の賃貸マンションを所有していると言う。ロサンゼルス・タイムズによると、スターリングはルイス・レッサーが1960年代に開発した「レッサー・タワー」も購入したと言う。1981年にはロサンゼルス・レイカーズのオーナーのジェリー・バスの勧めで、サンディエゴ・クリッパーズを1250万ドルで購入した。

## 論争

### NBAとの紛争
スターリングは1982年にラルフ・サンプソンのようなインパクト・プレイヤーをドラフトで獲得するために、クリッパーズは最下位に甘んじたと発言し、NBAから1万ドルの罰金処分を受けた。1984年にスターリングはクリッパーズの本拠地をサンディエゴからロサンゼルスに移転した。しかしNBAはこの移転を支持せず、2500万ドルの罰金処分を下した。スターリングは1億ドルを求めてNBAを提訴したが、NBAが罰金を600万ドルに減額したので訴えを取り下げた。

### 成績の低迷
1981年以来、ロサンゼルス・クリッパーズの成績は低迷しており、2011年度以降を除くと1980～200x年代の30年間でプレーオフに進出できたのは1991年度と1992年度と1996年度、2005年度の4回だけだった。成績低迷に関してはステイプルズ・センターで数百万ドルを稼いでいるのに、スター選手に十分な給料を支払わなかった事や1998年度のロックアウト期間中にコーチを雇わなかった事、スターリングが試合中に野次・口出しをしたことなどの様々な批判がある。

### スキッドロウ・ホームレス支援センター問題
ロサンゼルス・タイムズの記事によると 、2006年3月にドナルド・T・スターリング慈善財団は、ロサンゼルスのスキッド・ロウにホームレスにサービスを提供する為の土地を5000万ドルで購入すると発表した。2009年元旦のLAウィークリーの続報によると、財団は公約を全く実行せずに約2年間に渡って全面広告を行っていた。

### 住居差別問題の訴訟
2006年8月、アメリカ合衆国司法省は建物の賃貸契約に際して人種的な条件を課した住居人種差別で、スターリングを訴えた。裁判の告発によると、スターリングはコリア・タウン近隣の物件を朝鮮民族以外に貸すことや、ビバリーヒルズの物件をアフリカ系アメリカ人に貸すことを拒んだ。裁判の申し立てによると、スターリングはヒスパニックには貸したくない、彼らは「タバコを吸って酒を飲んで、ビルの周りを徘徊する」「黒人の借家人は臭うし、害虫を引き寄せる」と発言したと言う。2009年11月のESPNの報道によると、スターリングはヒスパニックや黒人・子供の居る家庭への住居差別に対する司法省の訴訟を解決するために、273万ドルの罰金を支払うことに同意した。スターリングは2003年にもコリア・タウンで購入した物件から朝鮮民族以外の住民を追い出そうとして訴えられ、賠償金や約500万ドルの弁護士費用を支払った。弁護士費用と経費の許可に当たって、デール・S・フィッシャー判事は「スターリングの訴訟焦土戦術の内のいくつかは原告の弁護士によって記録され、いくつかは法廷でも見られた。審理に必要な時間は被告弁護士がしばしば行う受け入れがたい、時として無法な行為によって伸びていったという原告弁護士の表現を裁判所も受け入れざるを得ない」とした。

### 雇用差別問題の訴訟
2009年2月、スターリングは長い間クリッパーズの役員を務めたエルジン・ベイラーから、人種による雇用差別を受けたと訴えられた。裁判の申し立てによると、スターリングはベイラーに「南部の貧しい黒人の少年達と白人のヘッドコーチ」をチームに集めて欲しいと依頼したと言う。別の申し立てによると、ダニー・マニング選手との交渉の間、スターリングは「貧しい黒人の子供に金を沢山やると提示している」と言っていた。またコーカソイド（白人）のヘッドコーチ（「マイク・ダンリービー・シニア）は4年間で2200万ドルの契約」だったのに対して、ベイラーの給料は「2003年以来、僅か35万ドルで凍結されていた」。

### 人種差別発言およびマジック・ジョンソンへの攻撃
2014年4月25日にTMZスポーツは、スターリングと彼の女友達のV・スティビアーノ（生名: マリア・ヴァネッサ・ペレス）の会話の録音を公開した。2013年9月からの録音によると、スティビアーノがバスケットボール殿堂入りした選手であるマジック・ジョンソンと一緒にポーズをとってインスタグラムに投稿した写真に対して、男（スターリングだと確認された）が苛立っていた。スターリングはスティビアーノに「君が黒人と交際する放送をしたがるせいで、私は大いに悩まされている」と言った。クリッパーズの社長のアンディー・ローザーは数日後に声明を発表し、スティビアーノがスターリングの家族から訴えられていることや「彼女が「報復する」と言った」とスターリング氏から聞いていることなどを明らかにした。1ヶ月前の3月に、スターリングの妻のロシェルはスティビアーノを訴えて、夫が買い与えたと言う180万ドル相当の二階式マンションやフェラーリ、2台のベントレー、レンジローバーの返還を要求した。裁判でスティビアーノはスターリングの愛人だと表現されたが、スティビアーノの弁護士はその記述は誤りだと主張している。
2014年4月26日、チームは事件について話し合うための会合を開いた。コーチや選手達は発言に対して怒りを表し、処分決定が下される前の翌27日のゴールデンステート・ウォリアーズとのプレーオフ第4戦を一時的にボイコットできるかどうか議論した。しかし結局ボイコットの代わりに、スターリングの発言に抗議して、ゲームの前にハドル（円陣）を組む際に「チームのロゴを覆い隠す」ためにシャツを裏返しに着た。翌日の4月28日、マイアミ・ヒートの選手達がクリッパーズへの連帯を示すために、ユニフォームの上着を裏返しに着た。レブロン・ジェームズはこの状況に対してコメントして、「NBAにドナルド・スターリングの居場所はどこにも無い。彼の居場所はどこにも無い」と発言した。マイアミ・ヒートのオーナーのミッキー・アリソンもまた、事件の申し立てを「ぞっとするような、不快でとても悲しい」とした。NBAのケビン・ジョンソンやカリーム・アブドゥル＝ジャバー、マジック･ジョンソンやチャールズ・バークレー、シャキール・オニールやコービー・ブライアントもスターリングの発言を強く非難した。一方、ドナルド・トランプはスターリングはスティビアーノに嵌められたと述べたが、映画監督のスパイク・リーはスターリングの「物の見方は奴隷の所有者であり、選手達を奴隷として見ている」と述べた。
全米黒人地位向上協会（NAACP）のロサンゼルス支部は翌月にスターリングに二度目となる「生涯達成賞」を授与する計画があったが、中止した。バラク・オバマ大統領はスターリングの録音を「信じられないくらい不愉快な人種差別主義の発言」と看做した。チュマシュ・カジノはクリッパーズにとって、過去4シーズンで最も目立つスポンサーだったが、カーマックスやヴァージン・アメリカと同じようにチームとの取引関係を終了した。他のスポンサーや広告主も事態を見守る間、クリッパーズとの取引を中止した。
2014年4月29日、NBAの最高責任者であるコミッショナーのアダム・シルバーはスターリングをNBAリーグから終身追放とし、NBA憲章で許された最高金額の罰金である250万ドルの罰金を課すと発表した。この禁止処分によってスターリングはNBAのゲームの観戦、クリッパーズの施設への立ち入り、クリッパーズやNBAのビジネス上の決定への参加を禁じられた。この処罰は今までプロスポーツのオーナーに課せられた処罰の中で最も厳しいものの1つだった。更にシルバーはスターリングにチームを強制的に売却させるよう提案すると述べた。強制売却のためにはNBAチームオーナーの4分の3、つまり29人中22人の同意が必要となる。シルバーはスターリング夫人がクリッパーズの所有と経営を引き継ぐかどうかについては、態度を明らかにしなかった。
2014年4月29日、UCLAはスターリングからの300万ドルの寄付の受け取りを断ると発表した。
2014年5月12日、CNNのインタビュー番組に出た際、スターリングはジョンソンに謝罪しつつも、ジョンソンが多くの女性と性的関係を持ちHIVに感染した事を批判した 。
これに対し、ジョンソンはスターリングが石器時代の人間だと批判した。
シルバーは「この騒動はまだ解決しておらず、悪意をもって個人を攻撃をしたスターリングの名声は落ちつづけるだろう」とジョンソンに謝罪した。
2014年8月12日、クリッパーズのスティーブ・バルマーへの売却が成立した。

## 私生活
1955年にスターリングはロシェル（シェリー）・ステインと結婚し、スコットとクリス、ジョアンナの3人の子供を授かった。長男のスコットは、2013年1月に薬の過量服用のため、32歳で亡くなった。ジョアンナの夫のエリック･ミラーはロサンゼルス・レイカーズの役員の1人である。
ロサンゼルス郡の記録によると、スターリングは少なくとも1998年から共和党を支持政党登録している。一方、スターリングは少なくとも3回民主党の候補に献金している。受け取ったのはバーモント州選出の上院議員パトリック・リーヒや元カリフォルニア州知事のグレイ・デービス、バスケットボールの元スター選手でニュージャージー州選出の上院議員のビル・ブラッドリーである。

## 関連事項
- アフリカ系アメリカ人公民権運動
- アメリカ合衆国の人種差別
- ポスト・レイシャル・アメリカ - 脱人種政策
- アール・ラウアー・バッツ - 1976年に黒人差別発言で辞任したアメリカ合衆国農務長官。
- アル・キャンパニス - 1987年に黒人差別発言で辞任したロサンゼルス・ドジャースのGM。
- ポーラ・ディーン - 2013年に黒人差別発言で降板した料理番組の司会者。
- アダム・ジョーンズ - 2013年にバナナを投げ込まれた野球選手。